# エンパシィ
有限会社エンパシィ（Empathy）は、俳優のマネージメント等の業務を主とする日本の芸能プロダクション。日本芸能マネージメント事業者協会会員。

## 略歴
- 2000年設立。
- 2011年、本社を渋谷区富ヶ谷へ移転。

## 所属俳優

### 女優
- 阿知波悟美
- 大西多摩恵
- 大草理乙子
- 水木薫
- 村松恭子
- 小林さやか
- 小山萌子
- 並木愛枝
- 藤堂海
- 小角まや
- 今泉舞
- 伊藤麗
- 磯部莉菜子
- 石原萌香
- 庄司ゆらの

### 男優
- 磯部勉
- 志賀圭二郎
- 越村公一
- 九十九一
- 久保酎吉
- 赤星昇一郎
- 小嶋尚樹
- 内田紳一郎
- 金井良信
- 村澤弘晶
- 下総源太朗
- 中田春介
- 篠原正志
- 小椋毅
- 田中美央
- 伊藤公一
- 渡邉りょう
- 花戸祐介
- 趙京來
- 加賀谷奏音
- 小林諒音

### クリエイター
- まきりか（ミュージカル作家・作曲家）

## 過去の所属者
- 立川三貴（現所属：フクダ&Co.）
- 花山佳子（在籍中に死去）
- 古村比呂
- 富岡英里子（現所属：CreateRita株式会社代表取締役）
- 藤木勇人